# Pristimera holdeniana
Pristimera holdeniana är en benvedsväxtart som först beskrevs av Albert Charles Smith, och fick sitt nu gällande namn av Albert Charles Smith. Pristimera holdeniana ingår i släktet Pristimera och familjen Celastraceae. Inga underarter finns listade.